# Šugovica
Šugovica (mađ. Sugovica, Kamarás-Duna) je rječica u južnoj Mađarskoj. Teče u blizini grada Baje.
Šugovica je stari dunavski pritok.
Ime joj dolazi od slavenske riječi za šugu, čime su njeni imenovatelji vrlo vjerojatno opisali njenu prljavu boju i brojne kukce koji su neprestano letjeli iznad nje.